# Joan Miró
Joan Miró i Ferrà (ur. 20 kwietnia 1893 w Barcelonie, zm. 25 grudnia 1983 w Palma de Mallorca) – kataloński malarz, rzeźbiarz i ceramik. Jego dzieła interpretuje się jako przynależące do surrealizmu, jako wyraz powrotu do dzieciństwa i jako „piaskownice dla podświadomości”. Na styl Miró składają się żywe kolory połączone z uproszczonymi formami, kojarzącymi się z rysunkami małego dziecka.

## Dzieciństwo i lata młodzieńcze
Joan Miró urodził się jako syn złotnika i jubilera. Jego rodzice widzieli w nim przyszłego poważnego biznesmena. Miró szkolił się nawet w tym kierunku, studiując jednocześnie sztukę. Po zakończeniu nauki podjął pracę jako księgowy i kontynuował ją przez mniej więcej dwa lata, kiedy to przeszedł poważne załamanie nerwowe. Rodzice Miró pogodzili się w końcu z tym, że będzie on kontynuował karierę artystyczną, choć nie udzielali mu w związku z tym zbyt wielkiego wsparcia.
Początkowo Miró tworzył w różnych modnych stylach, na przykład fowistycznym i kubistycznym. W 1920 wyjechał kilkakrotnie do Paryża, a rok później osiedlił się tam na stałe. Poznał Pabla Picassa, Wasilija Kandinskiego i wielu innych znanych artystów. W 1924 dołączył do surrealistów z kręgu André Bretona, ale – mimo że tworzył pod ich wpływem – pozostał na obrzeżach tego nurtu, zachowując pozycję outsidera.
Będąc pod wpływem poetów i pisarzy surrealistycznych, zaczął rozwijać swój własny styl: mapę umieszczonych nieważko kolorowych znaków i poetyckich form, które kojarzą się zarazem z pozornie naiwną świeżością inwencji i z wybujałym oraz barokowym duchem katalońskim. Elementami przyjętej przez niego stylistyki były „organiczne” formy i „spłaszczony” rysunek o ostrych liniach.

## Inspiracje artystyczne
Miró czerpał swe inspiracje z surrealizmu i dadaizmu, choć on sam nie przyznawał się do przynależności do żadnego ruchu artystycznego rozwijanego w Europie między I a II wojnami światowymi. Uważano go za surrealistę z powodu jego zainteresowania rysunkiem „automatycznym” i częstego użycia symboliki kojarzącej się ze sferą seksu (np. owali z emanującymi z nich falistymi liniami). Miró powiedział o powstaniu swego sławnego dzieła Karnawał arlekina: „Wróciłem na noc do mojego paryskiego studia przy Rue Blomet i położyłem się do łóżka bez kolacji. Wtedy zobaczyłem kształty, które zacząłem szkicować w mym notatniku. Były to cienie na suficie”.
Nie należąc oficjalnie do surrealistów, mógł Miró swobodnie eksperymentować z dowolnymi stylami artystycznymi bez konieczności popadania w kompromisy i bez bycia oskarżanym o to, że nie jest „prawdziwym surrealistą”. Ta artystyczna autonomia znalazła odzwierciedlenie w jego dziełach i w dążeniach do pracy z różnymi mediami.
W wywiadzie udzielonym jego biografowi – Walterowi Erbenowi – Miró wyraził swe niezadowolenie z krytyków, mówiąc, że „starają się oni być bardziej filozofami niż czymkolwiek innym. Przyjmują z góry założone opinie, zamiast patrzeć na dzieło sztuki. Malarstwo służy im za kloakę, do której ładują swe wyposzczone systemy filozoficzne”.
W 1926 Miró współpracował z Maksem Ernstem nad dekoracjami do sztuki wystawianej przez Siergieja Diagilewa. Ernst i Miró opracowali technikę gratażu, w której zdrapuje się farbę z płótna.
12 października 1929 Miró poślubił w Palma de Mallorca Pilar Juncosę, a 17 czerwca 1931 urodziła się ich córka Dolores.

## Styl Miró
Styl Miró skrystalizował się z początkiem lat 30. XX wieku. Składają się na niego żywe kolory połączone z uproszczonymi formami, kojarzącymi się z rysunkami dziecka. Jego sztuka włącza elementy folkloru katalońskiego. Sam Miró lubił porównywać ją do poezji. W licznych pismach i wywiadach z tego okresu wyrażał pogardę dla konwencjonalnych metod malarskich i mówił o swym pragnieniu „zabicia”, „zamordowania” lub „zgwałcenia” ich, aby oddać przysługę bardziej współczesnym środkom ekspresji. André Breton – twórca surrealizmu i jeden spośród jego bardziej radykalnych teoretyków – nazwał Miró „najbardziej surrealistycznym spośród nas wszystkich”. W tych czasach Miró zyskał sławę i zaczął być rozpoznawalny poza granicami Francji.
Jego pierwszą monografię wydał w 1940 Shūzō Takiguchi. W latach 1940–1948 Miró wrócił do Hiszpanii i zaczął pracować z różnymi mediami: rzeźbą, ceramiką i muralami, czyli malarstwem ściennym. W 1947 wyjechał po raz pierwszy do Stanów Zjednoczonych, gdzie miał kilka monograficznych wystaw z najważniejszą spośród nich w Museum of Modern Art w Nowym Jorku w latach 1951 oraz 1959. W 1954 Miró zdobył nagrodę na Biennale w Wenecji.

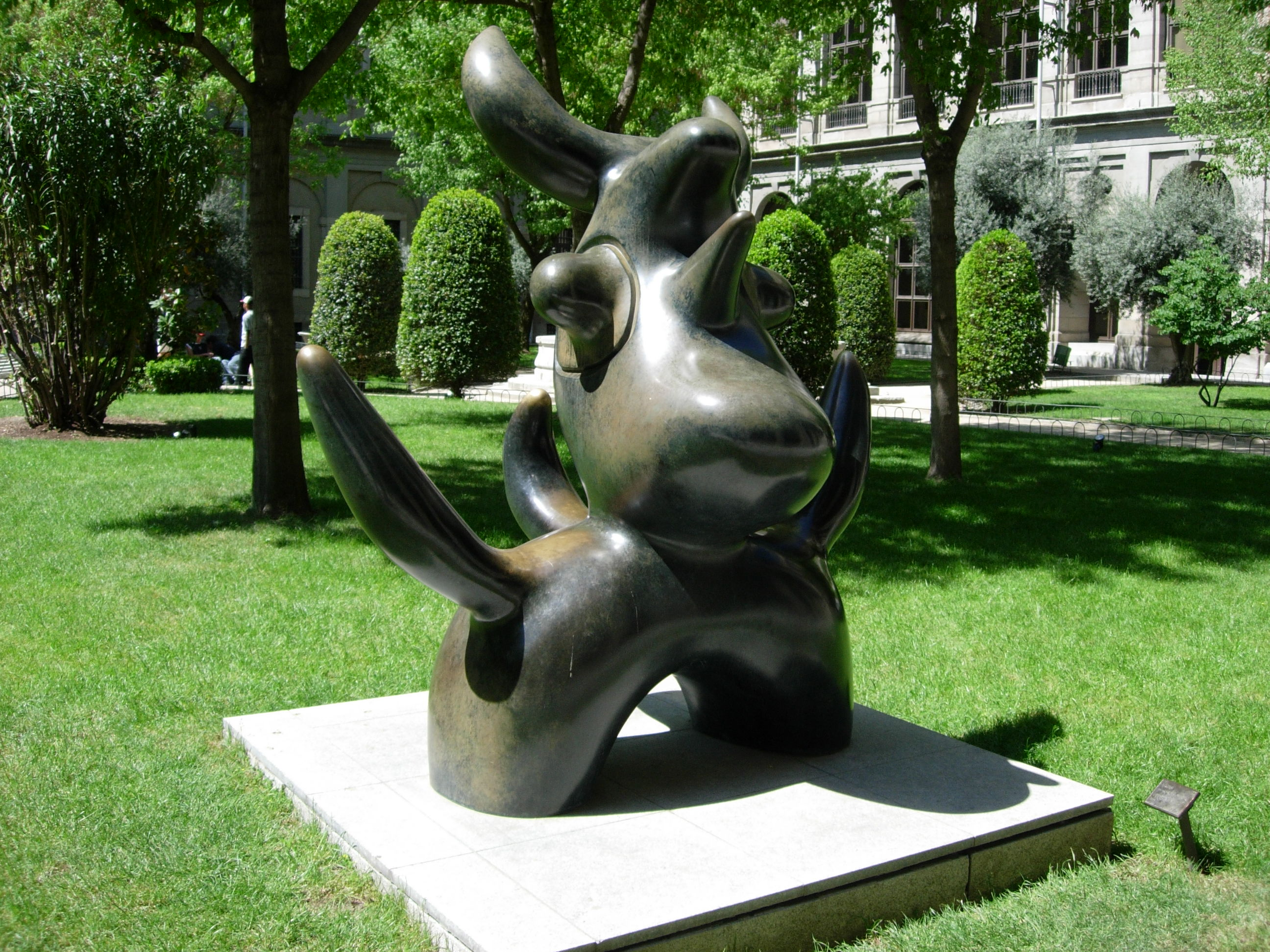
Joan Miró, Księżycowy ptak (1944–1946)

## Światowe uznanie
W 1957 Miró został Satrapą Kolegium ’Patafizyki. „Satrapa” to tytuł przyznawany niektórym członkom kolegium, które było ugrupowaniem artystycznym odwołującym się do Alfreda Jarry’ego – autora Ubu Król czyli Polacy i wynalazcy ’patafizyki, czyli nauki o tym, co nie mieści się w żadnych regułach tłumaczących świat. Do Satrapów należeli poza Joanem Miró między innymi: Raymond Queneau, Marcel Duchamp, Max Ernst, Jacques Prévert, bracia Marx, Boris Vian, René Clair, Eugène Ionesco, Jean Dubuffet oraz Man Ray.
W 1959 André Breton poprosił Miró, aby wziął on udział w wystawie Hołd surrealizmowi wraz z Enrique Tábarą, Salvadorem Dalim i Eugenio Granellem. W tym samym Miró otrzymuje Guggenheim International Award. Na początku lat 60. XX wieku jego wielkość uznały największe muzea na świecie, organizując mu retrospektywne wystawy, a Miró tworzył ilustracje, litografie i monumentalne rzeźby dla założonej przez Aimeé Maeghta, sławnego marszanda sztuki, Fundacji Maeghta.
W 1979 Miró uzyskał doktorat honoris causa Uniwersytetu Barcelońskiego. W 1968 ukończył realizacje zamówienia na dwie duże kompozycje ceramiczne dla siedziby UNESCO w Paryżu – Ścianę Księżyca oraz Ścianę Słońca. W 1972 powstała Fundacja Miró – muzeum sztuki współczesnej poświęcone jego twórczości.
W 1974 Miró stworzył gobelin dla World Trade Center. Artysta był początkowo przeciwny temu projektowi, jednak nauczył się tkać i ostatecznie jego dzieło zdobiło wnętrze budynku przez wiele lat. Gobelin w World Trade Center uległ zniszczeniu podczas ataku terrorystycznego 11 września 2001.
W 1980 Miró dostał Złoty Medal Sztuk Pięknych z rąk króla Hiszpanii Juana Carlosa.

## Ostatnie lata
Pod koniec życia Miró zaczął korzystać z różnych środków ekspresji, tworząc między innymi setki ceramik. Poza tym wyraził na piśmie swe najbardziej radykalne i mało znane idee, dotyczące między innymi możliwości tworzenia rzeźb gazowych oraz malarstwa czterowymiarowego.
Dwa tygodnie przed śmiercią odwiedził klinikę w związku z chorobą serca i problemami z oddychaniem. Umarł przykuty do łóżka w swym domu w Palma de Mallorca 25 grudnia 1983.
Pośmiertnie zdobył za swe prace umieszczone w Fundacji Joana Miró amerykańską nagrodę o nazwie Miró Memorial Award. Wiele jego dzieł można obejrzeć we wspomnianej Fundacji Joana Miró w Montjuïc w Barcelonie i w National Gallery of Art w Waszyngtonie.
W uznaniu jego zasług jedną z planetoid nazwano (4329) Miró.

## Miró jako człowiek
Miró był człowiekiem zdyscyplinowanym i ciężko pracującym. Małomówny i sprawiający wrażenie doskonałego burżuja nie miał w sobie nic, co kojarzyłoby go z artystyczną cyganerią. Był zorganizowany, solidny i punktualny.
Był też bardzo skromny. Mimo międzynarodowej sławy jego sytuacja materialna pozostawała wciąż napięta, podczas gdy on marzył o dużym studio, w którym mógłby realizować liczne projekty i pomysły, które gromadził w swym notatniku. Te marzenia zaczęły się spełniać po II wojnie światowej. Pierwsza podróż do USA zwiększyła jego popularność i wartość rynkową jego dzieł. Miró zaczął negocjować z galeriami lepsze stawki za swe prace. W liście do jednego z marszandów pisał: „Tym, czego nie zamierzam dłużej akceptować, jest mierne życie skromnego, małego dżentelmena”.
W 1956 mógł się w końcu przenieść do domu swych marzeń – willi zaprojektowanej przez architekta Josepa Lluisa Serta i zlokalizowanej w Palma de Mallorca. Dom zbudowany jest w ultramodernistycznym stylu typowym dla awangardowej architektury lat 50. XX wieku. W 1992 posiadłość ta została przekształcona w otwarte dla publiczności Muzeum Miró.
Miró był płodnym grafikiem. Pracował technikami kwasorytniczą oraz litograficzną i należał do tych współczesnych artystów, którzy – jak Picasso i Chagall – udostępniali swe dzieła szerszej publiczności poprzez odbijanie ich w dużych seriach. Dzięki temu prace Miró są dostępne nawet dla miłośników sztuki o ograniczonym budżecie. Nie zmienia to faktu, że jego obrazy osiągają ceny od 250 tys. do 8 mln dolarów.

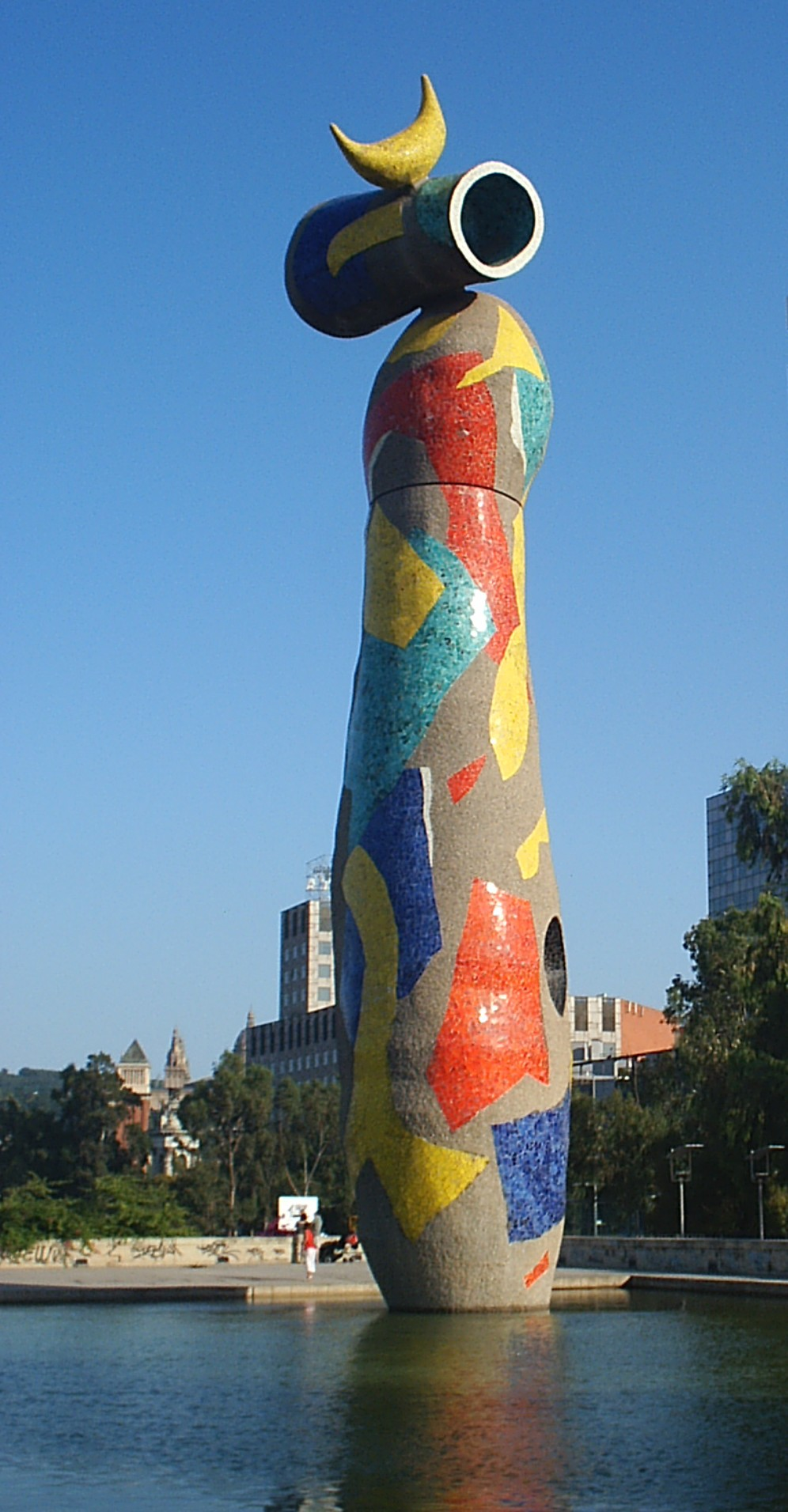
Joan Miró, Kobieta i ptak (1982)

## Ważniejsze dzieła
- Karnawał arlekina (1924–1925)
- Wnętrze holenderskie (1928)
- Macierzyństwo (1929)
- Rzeźba Konstrukcje (1930)
- Kobieta, ptak, gwiazda (1942)
- Snobistyczny wieczór u księżniczki (1944)
- Kobieta w nocy (1945)
- Rzeźba Ptak (1944–1946)
- Ceramiczna dekoracja przed gmachem UNESCO w Paryżu (1951–1958)
- Ceramiczna dekoracja dla Uniwersytetu Harwarda (1951–1958)
- Trzy ptaki w przestrzeni (1938–1960)